# Square Alfred-Capus
Le square Alfred-Capus est un square du 16e arrondissement de Paris, longeant le bois de Boulogne et le boulevard Suchet.

## Situation et accès

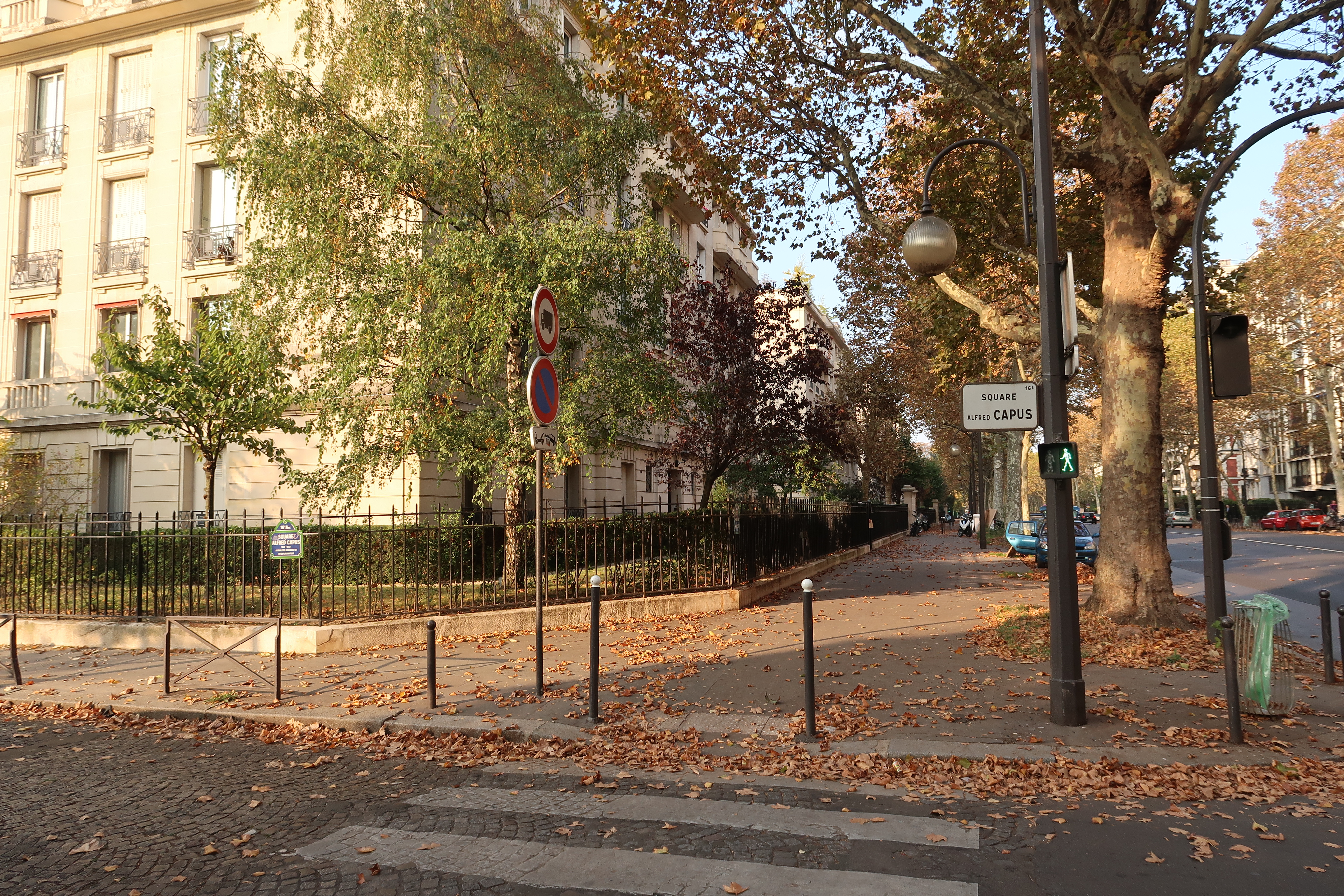
Au croisement avec le boulevard Suchet.

Le square est accessible par le 118, boulevard Suchet et le 25 avenue du Maréchal-Lyautey,.
Il est ouvert 24 heures sur 24.
Il est desservi par la ligne 10 à la station de métro Porte d'Auteuil.

## Origine du nom
Il porte le nom de l'auteur dramatique Alfred Capus (1858-1922),.

## Historique
Ce square est ouvert et prend sa dénomination actuelle en 1929, à l'emplacement du bastion no 62 de l'enceinte de Thiers. Voisins, les squares Tolstoï, Henry-Bataille et des Écrivains-Combattants-Morts-pour-la-France sont aménagés à la même époque et suivant un schéma similaire.
Le square Alfred-Capus est un espace vert loti sur ses pourtours nord et sud. Il possède le label ÉcoJardin.
Planté d'un micocoulier de Provence, le square accueille une aire de jeux pour enfants. Il est accessible aux personnes à mobilité réduite. Les chiens y sont interdits. Juste à l'extérieur, côté ouest, sur un tronçon piéton de l'avenue du Maréchal-Lyautey, sont installés deux blocs d'escalade et quatre tables de pique-nique.
Une plaque commémorative en hommage aux hommes politiques hongrois József Antall (père et fils) y est apposée. Le premier protégea des prisonniers français et des personnes persécutées par le Troisième Reich ; le second fut le premier chef de gouvernement élu démocratiquement après la chute de la dictature communiste hongroise, en 1990.

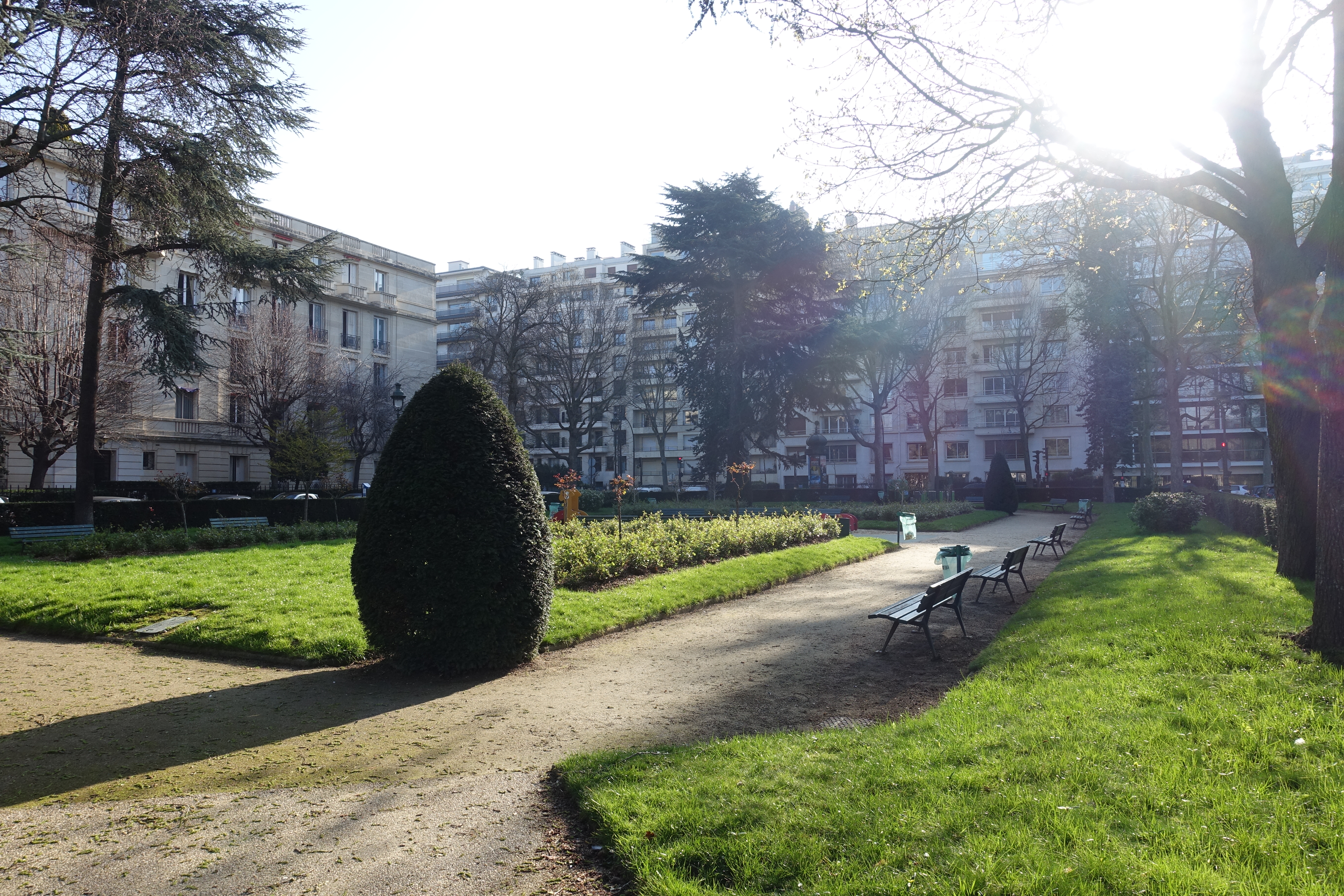
Allée.
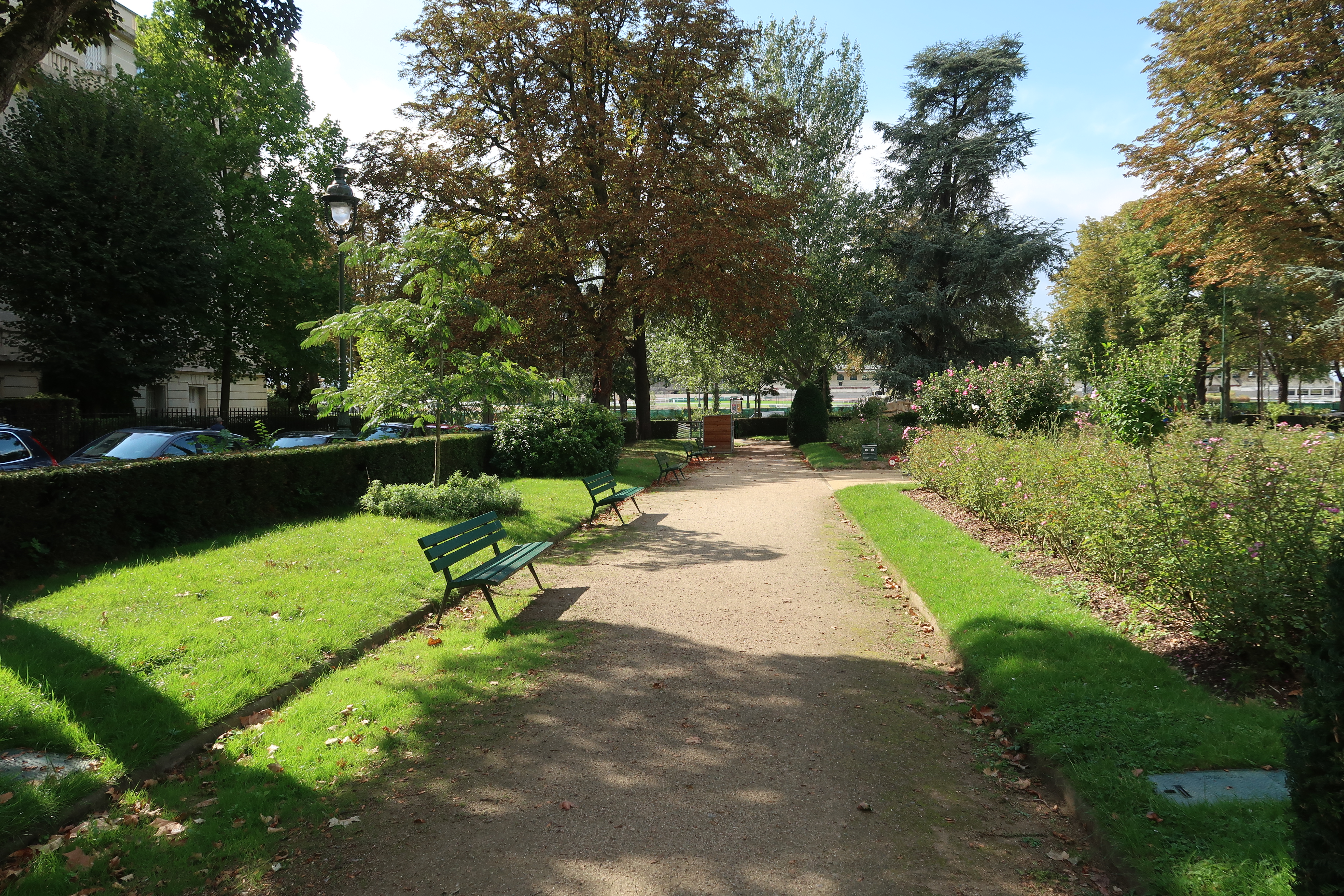
Allée.
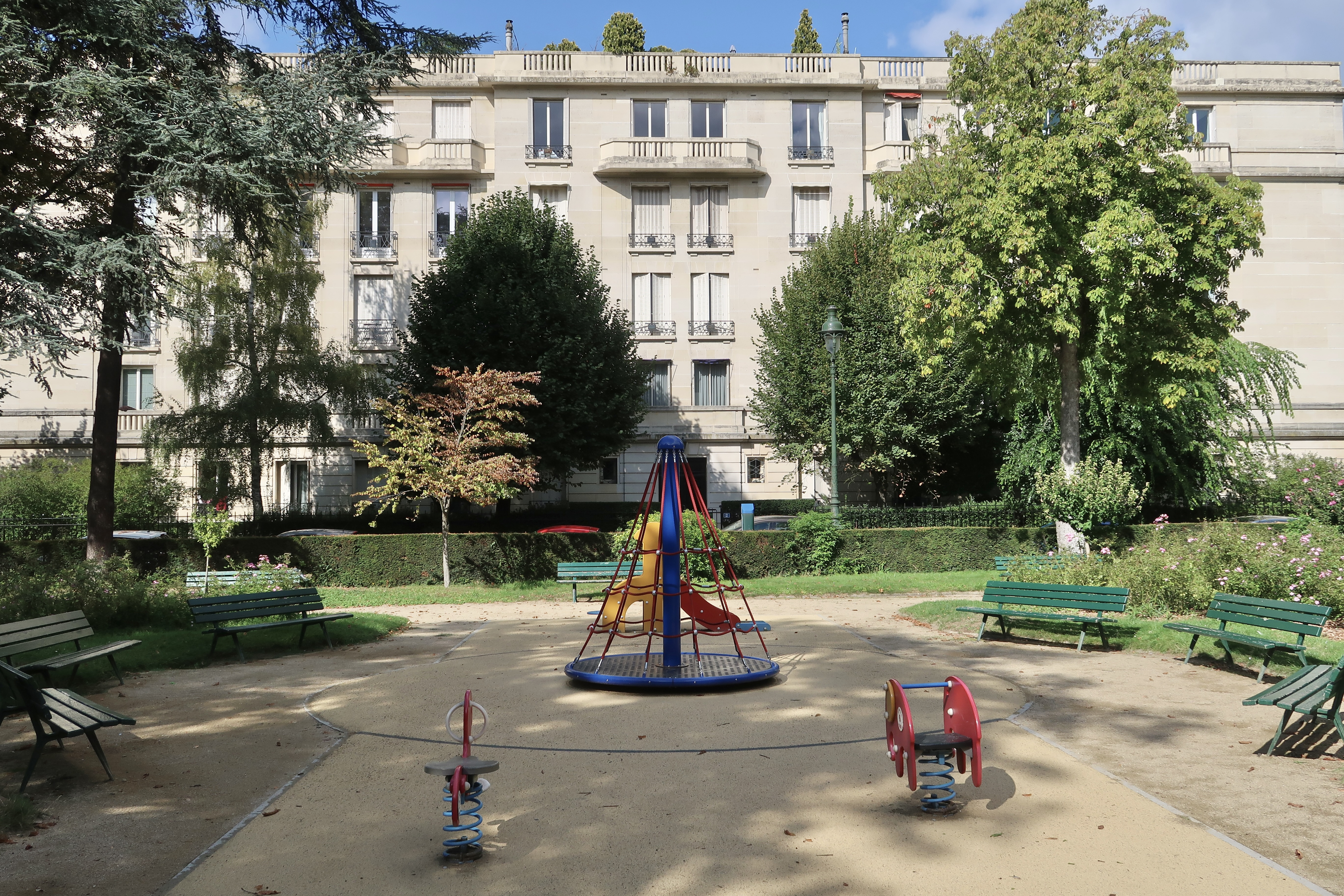
Aire de jeux.
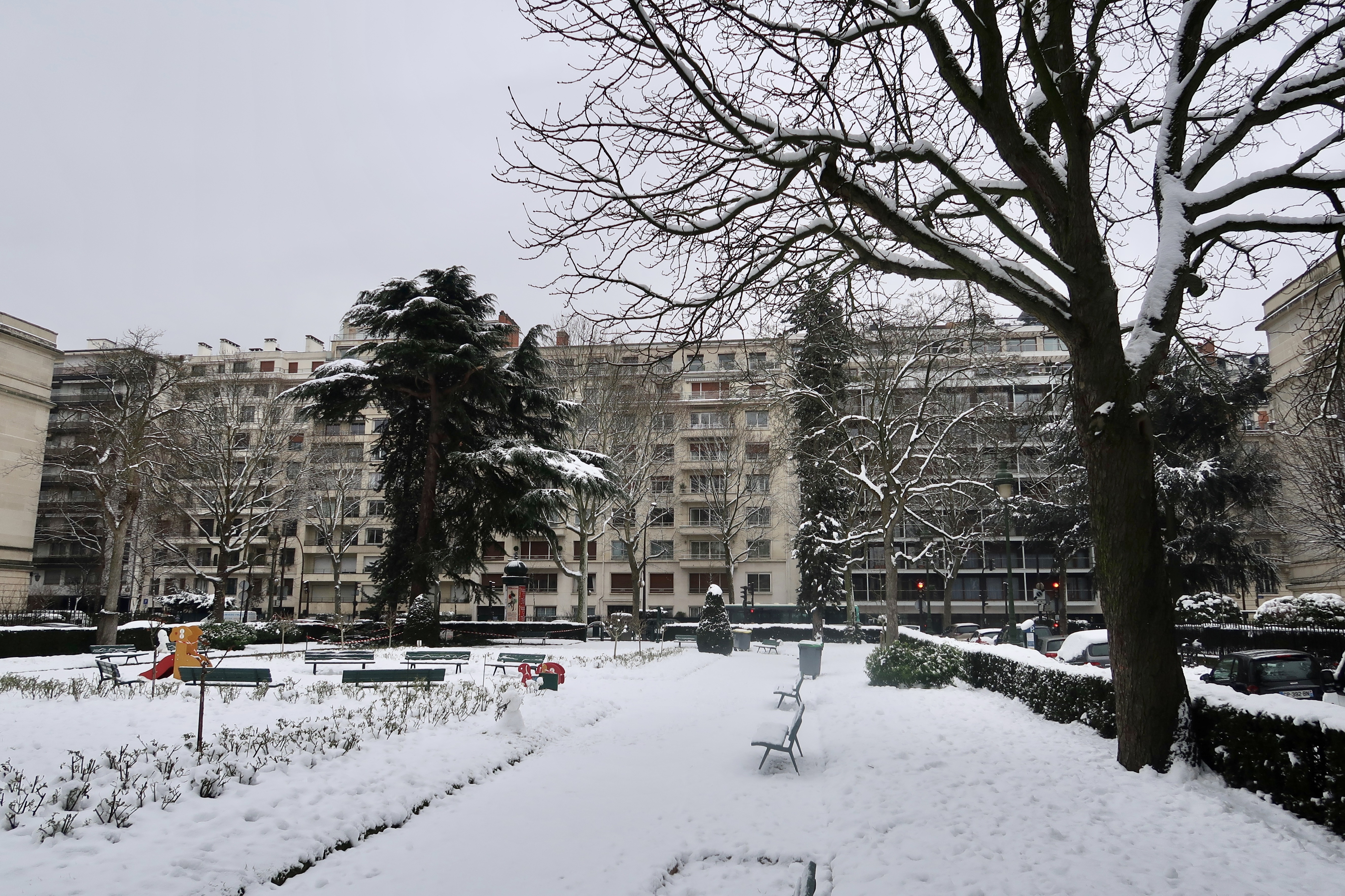
Sous la neige.
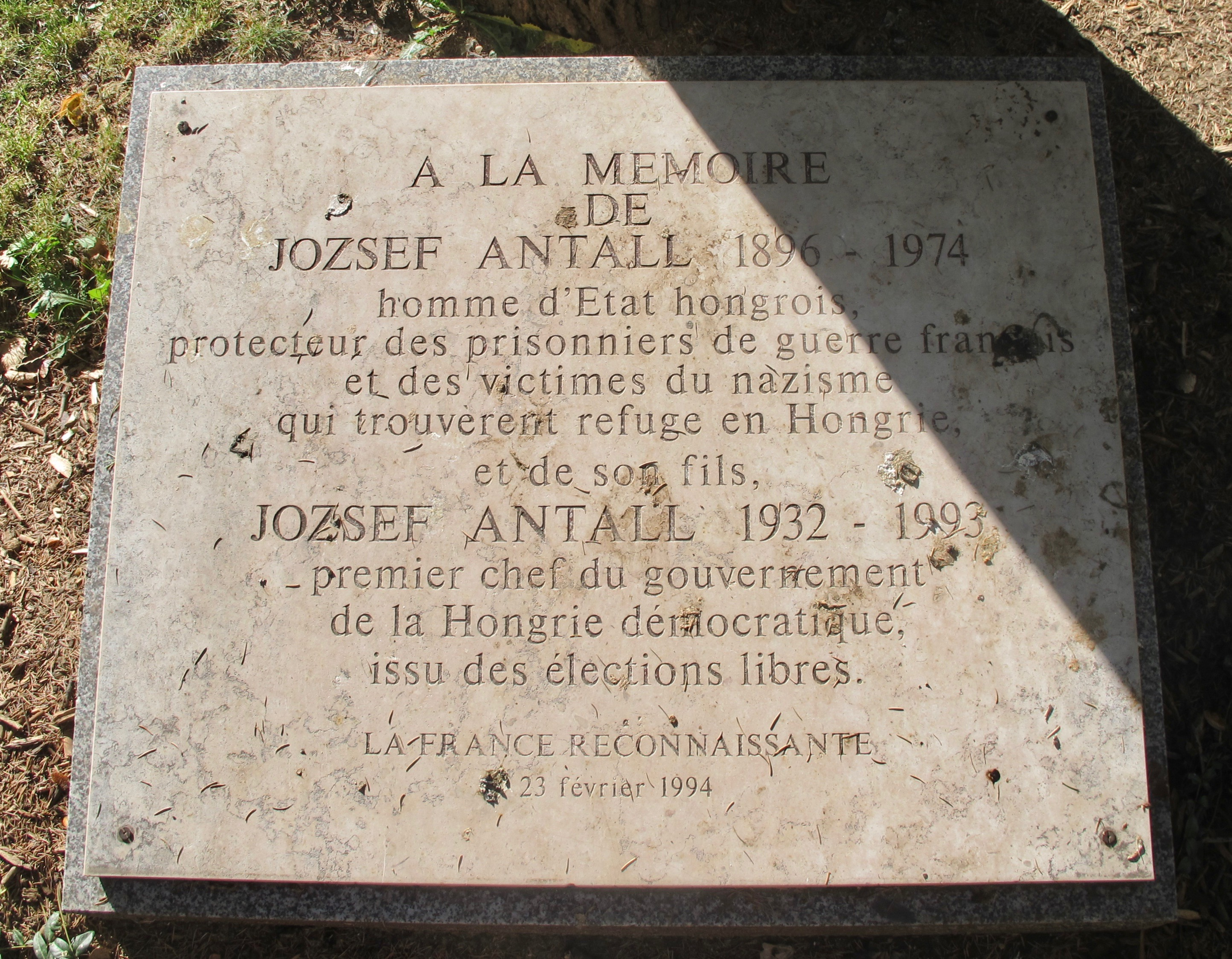
Plaque.

## Bâtiments remarquables et lieux de mémoire
- L'hippodrome d'Auteuil est visible depuis le square, et donc le bois de Boulogne, où il est situé.